# 986 Amelia
986 Amelia là một tiểu hành tinh bay quanh Mặt Trời.